# Meconopsis
Meconopsis  é um gênero botânico da família Papaveraceae.

## Espécies
| - Meconopsis delavayi - Meconopsis aculeate - Meconopsis bella - Meconopsis betonicifolia - Meconopsis cambrica - Meconopsis chelidonifolia - Meconopsis dhwojii - Meconopsis discigera - Meconopsis forrestii - Meconopsis gracilipes - Meconopsis grandis - Meconopsis henrici | - Meconopsis horridula - Meconopsis impedita - Meconopsis integrifolia - Meconopsis lancifolia - Meconopsis latifolia - Meconopsis lyrata - Meconopsis napaulensis - Meconopsis paniculata - Meconopsis primulina - Meconopsis punicea - Meconopsis quintuplinervia - Meconopsis racemosa | - Meconopsis regia - Meconopsis simplicifolia - Meconopsis sinuata - Meconopsis smithiana - Meconopsis speciosa - Meconopsis superba - Meconopsis taylorii - Meconopsis torquata - Meconopsis villosa - Meconopsis wumungensis - Meconopsis x cookei - Meconopsis x sheldonii |